# Julius Exter
Julius Leopold Bernhard Exter (né le 20 septembre 1863 à Ludwigshafen, mort le 16 octobre 1939 à Übersee) est un peintre et sculpteur allemand.

## Biographie
Julius Exter était issu d'une vaste famille de marchands du Palatinat basée à Ludwigshafen, Neustadt et Bad Dürkheim. Il est le fils du marchand Karl August Exter et le cousin de l'architecte August Exter (de). Il est élève du lycée grand-ducal (de) de Mannheim. Le 26 avril 1881, son entrée dans la classe d'antiquités de l'Académie des beaux-arts de Munich est documentée, où il se forme plus tard comme peintre. Il noue bientôt une amitié artistique avec Franz von Stuck, qui a le même âge et qui passe la même année de la Kunstgewerbeschule à l'académie, caractérisée avant tout par leur préférence mutuelle pour la peinture sur le motif de paysages.
En 1898, Julius Exter épouse la peintre et pianiste Judith Anna Köhler (1868-1952), fille de l'éditeur de Darmstadt Karl Christian Köhler (de). Le mariage, qui donna naissance aux enfants Judith (1900-1975, peintre et sculptrice) et Karl (1902-1982, peintre, dessinateur et scénographe), finit en divorce en 1917.
La ferme Zum Stricker, acquise en 1902 par Julius Exter à Übersee-Feldwies, au bord du Chiemsee, devient la résidence de l'artiste et le siège de son école de peinture, connue dans toute l'Europe. En 1917, il déménage lui-même de Munich à Feldwies. En 1902, il est nommé professeur titulaire et membre honoraire de l'Académie des beaux-arts. Il est ami avec le sculpteur Mathias Gasteiger (de).
Julius Exter meurt d'une insuffisance cardiaque à la Maison Exter le matin du 16 octobre 1939. En 1972, sa fille Judith lègue la succession de son père et la maison de Feldwies au Land de Bavière contre une rente viagère. Le Künstlerhaus Exter est ouvert au public en tant que musée et galerie ; de nombreuses œuvres d'Exter se trouvent dans le vieux château de Herrenchiemsee.

## Œuvre
Exter appartient à la Sécession de Munich, dont il est un confondateur en 1892. Deux ans plus tard, il rejoint l'Association libre des XXIV (de). Durant cette période, des peintures monumentales aux thèmes religieux et symbolistes sont créées, dont La Mère et l'Enfant (1893), le triptyque Adam et Ève : Naissance - Tentation - Paradis perdu (1894) ainsi que de nombreux portraits, dont le portrait de son camarade et ami japonais Harada Naojirō en 1884 et son autoportrait.
Les tableaux du peintre d'avant-garde sont vendus dans toute l'Allemagne et surtout en Suisse. Exter passe de l'historicisme à la couleur vitale de l'expressionnisme. Au cours de l'hiver 1908, il entretient des contacts intensifs avec Franz Marc. Avec ses techniques de peinture et ses expériences colorées, il est proche de la Nouvelle Association des artistes munichois et Le Cavalier bleu. Son travail artistique était centré sur les compositions figuratives, les portraits, les paysages et les nus. Son œuvre expressive tardive est l'un des points forts de la peinture du sud de l'Allemagne au début du modernisme.